# Premier League Manager of the Season

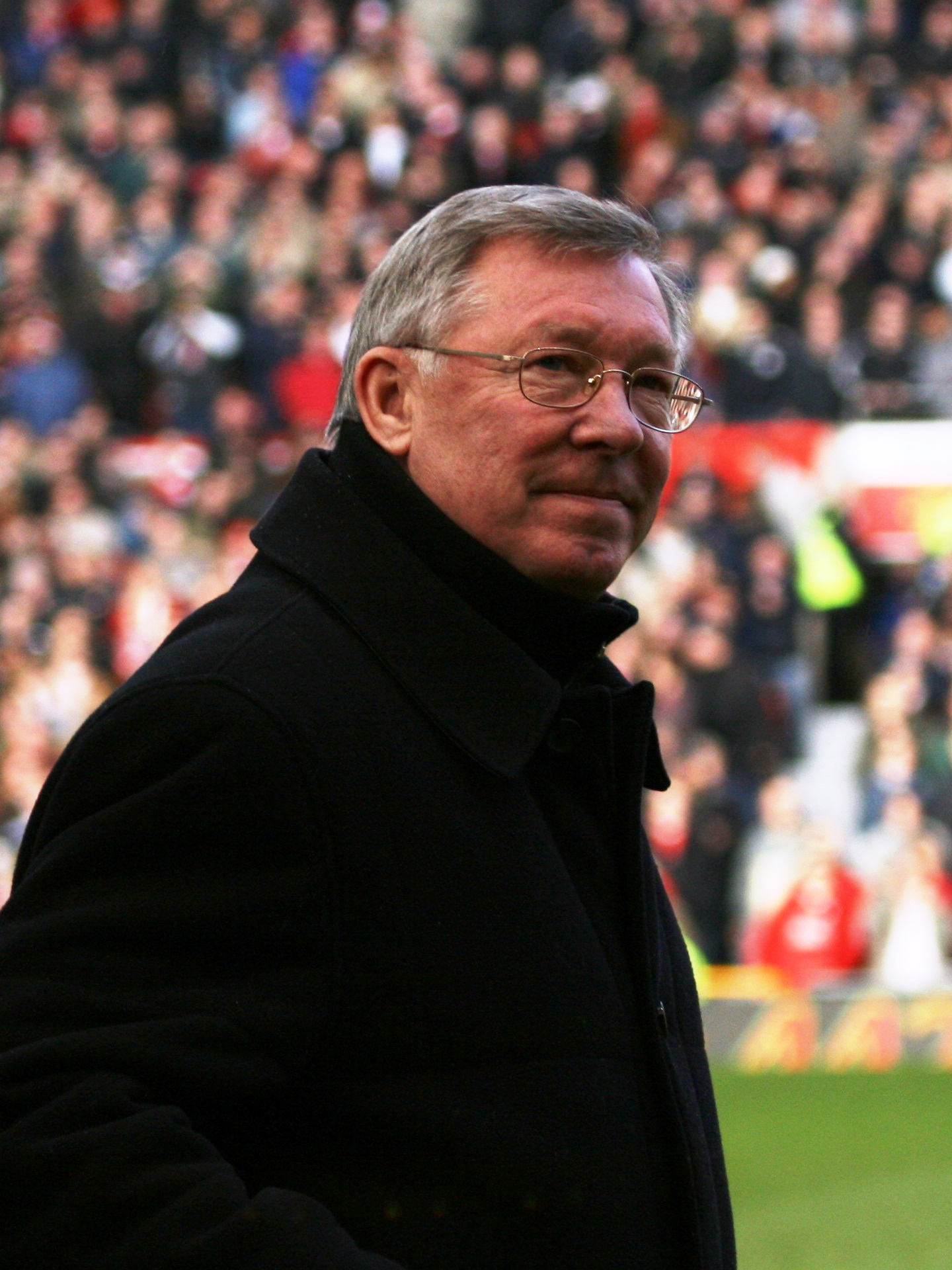
Der Trainer mit den meisten Ehrungen: Alex Ferguson (2006)

Der Premier League Manager of the Season (deutsch Premier League Trainer der Saison) ist eine jährliche Auszeichnung für den besten Fußballtrainer der Saison in der englischen Premier League, die seit der Saison 1993/94 vergeben wird. Anfänglich wurde der Preisträger von einer Jury ausgewählt. Gegenwärtig wird eine Shortlist per Internet zur Wahl gestellt und mit dem Ergebnis der Jury verbunden. Der aktuelle Titelträger ist Pep Guardiola.

## Geschichte
Der Schotte Alex Ferguson ist mit 11 Auszeichnungen zwischen 1994 und seinem Ruhestand 2013 Rekordgewinner der Wahl. Er war auch der erste Preisträger. 1998 war der Franzose Arsène Wenger (1997/98, 2001/02, 2003/04) der erste Nichtbrite, dem der Preis verliehen wurde. Neben Ferguson und Wenger gibt es mit José Mourinho (2004/05, 2005/06, 2014/15) und Pep Guardiola (2017/18, 2018/19, 2020/21, 2022/23), sowie Jürgen Klopp (2019/20, 2021/22) nur drei weitere Trainer, die die Wahl mehr als einmal gewannen.
Meist erhält der Trainer der Meistermannschaft die Ehrung. Es gab aber Ausnahmen für besondere Leistungen, die mit der Ehrung belohnt wurden. In der Saison 2000/01 führte George Burley den Liganeuling Ipswich Town am Ende auf Platz fünf. 2009/10 gelang es Harry Redknapp Tottenham Hotspur nach zwanzig Jahren wieder unter die Top 4 der englischen Liga zu bringen. Newcastle United erreichte mit Platz fünf in der Spielzeit 2011/12 die höchste Platzierung seit neun Jahren, wofür Trainer Alan Pardew ausgezeichnet wurde. Tony Pulis führte den Aufsteiger Crystal Palace vom Tabellenende im November 2013 zum Saisonende ins Mittelfeld mit dem elften Platz.

## Name
- Carling Premiership Manager of the Season (1994–2001)
- Barclaycard Premiership Manager of the Season (2001–2004)
- Barclays Manager of the Season (seit 2004)

## Liste der Preisträger
(Stand: 22. Dezember 2024)
| Saison    | Trainer         | Nationalität | Verein            |
| --------- | --------------- | ------------ | ----------------- |
| 1993/94   | Alex Ferguson   | Schottland   | Manchester United |
| 1994/95   | Kenny Dalglish  | Schottland   | Blackburn Rovers  |
| 1995/96   | Alex Ferguson   | Schottland   | Manchester United |
| 1996/97   | Alex Ferguson   | Schottland   | Manchester United |
| 1997/98   | Arsène Wenger   | Frankreich   | FC Arsenal        |
| 1998/99   | Alex Ferguson   | Schottland   | Manchester United |
| 1999/2000 | Alex Ferguson   | Schottland   | Manchester United |
| 2000/01   | George Burley   | Schottland   | Ipswich Town      |
| 2001/02   | Arsène Wenger   | Frankreich   | FC Arsenal        |
| 2002/03   | Alex Ferguson   | Schottland   | Manchester United |
| 2003/04   | Arsène Wenger   | Frankreich   | FC Arsenal        |
| 2004/05   | José Mourinho   | Portugal     | FC Chelsea        |
| 2005/06   | José Mourinho   | Portugal     | FC Chelsea        |
| 2006/07   | Alex Ferguson   | Schottland   | Manchester United |
| 2007/08   | Alex Ferguson   | Schottland   | Manchester United |
| 2008/09   | Alex Ferguson   | Schottland   | Manchester United |
| 2009/10   | Harry Redknapp  | England      | Tottenham Hotspur |
| 2010/11   | Alex Ferguson   | Schottland   | Manchester United |
| 2011/12   | Alan Pardew     | England      | Newcastle United  |
| 2012/13   | Alex Ferguson   | Schottland   | Manchester United |
| 2013/14   | Tony Pulis      | Wales        | Crystal Palace    |
| 2014/15   | José Mourinho   | Portugal     | FC Chelsea        |
| 2015/16   | Claudio Ranieri | Italien      | Leicester City    |
| 2016/17   | Antonio Conte   | Italien      | FC Chelsea        |
| 2017/18   | Pep Guardiola   | Spanien      | Manchester City   |
| 2018/19   | Pep Guardiola   | Spanien      | Manchester City   |
| 2019/20   | Jürgen Klopp    | Deutschland  | FC Liverpool      |
| 2020/21   | Pep Guardiola   | Spanien      | Manchester City   |
| 2021/22   | Jürgen Klopp    | Deutschland  | FC Liverpool      |
| 2022/23   | Pep Guardiola   | Spanien      | Manchester City   |
| 2023/24   | Pep Guardiola   | Spanien      | Manchester City   |

## Titel nach Nationalität
Auflistung der Titel nach Nationalität. Die Liste umfasst bisher acht Länder. Bei gleicher Titelanzahl wird alphabetisch sortiert.  (Stand: 22. Dezember 2024)
| Land        | Titel |
| ----------- | ----- |
| Schottland  | 13    |
| Spanien     | 5     |
| Frankreich  | 3     |
| Portugal    | 3     |
| England     | 2     |
| Italien     | 2     |
| Deutschland | 2     |
| Wales       | 1     |

## Titel nach Verein
Auflistung der Titel nach Verein. Die Liste umfasst bisher elf Clubs. Bei gleicher Titelanzahl wird alphabetisch sortiert. (Stand: 22. Dezember 2024)
| Verein            | Titel |
| ----------------- | ----- |
| Manchester United | 11    |
| Manchester City   | 5     |
| FC Chelsea        | 4     |
| FC Arsenal        | 3     |
| FC Liverpool      | 2     |
| Blackburn Rovers  | 1     |
| Crystal Palace    | 1     |
| Ipswich Town      | 1     |
| Leicester City    | 1     |
| Newcastle United  | 1     |
| Tottenham Hotspur | 1     |